# Kamaishi, Iwate
Kamaishi (釜石市 Kamaishi-shi) là một thành phố thuộc tỉnh Iwate, Nhật Bản. Tính đến ngày 31 tháng 3 năm 2020, thành phố có dân số ước tính là 32.609 người, mật độ dân số là 74 người/km² trong tổng số 16.230 hộ gia đình.  Tổng diện tích của thành phố là 441,43 km².

## Địa lý
Kamaishi gần dãy núi Kitakami ở phía nam trung tâm tỉnh Iwate, giáp với Thái Bình Dương ở phía đông. Bờ biển Kamaishi hoàn toàn nằm trong Vườn quốc gia Sanriku Fukkō. Kamaíhi có bốn vịnh lớn: Ōtsuchi, Ryōishi, Kamaishi và Tōni. Mỗi nơi được ngăn cách bởi những bán đảo lớn nhô ra bờ biển Thái Bình Dương. Các vách đá phát triển thành những ngọn đồi cao tới 400 hoặc 500 m dọc theo bờ biển và 1.200 hoặc 1.300 m xa hơn trong đất liền.
Điểm cao nhất ở Kamaishi là Núi Goyōzan ở phía tây nam với độ cao 1.341,3 m. Hầu hết đất đai chủ yếu là đồi núi. Các con sông chính là sông Kasshigawa đổ vào vịnh Kamaishi, sông Unosumai đổ vào vịnh Ōtsuchi. Cả hai đều có vùng đồng bằng ô trũng, ở đó có thể phát triển và nông nghiệp.

### Khí hậu
Kamaishi có khí hậu cận nhiệt đới ẩm đặc trưng, mùa hè ôn hòa và mùa đông lạnh giá. Nhiệt độ trung bình hàng năm ở Kamaishi là 10,1 °C. Lượng mưa trung bình hàng năm là 1.453 mm. Nhiệt độ trung bình cao nhất vào tháng 8 khoảng 27.5 °C và thấp nhất vào tháng 1 khoảng -2.4 °C.
| Dữ liệu khí hậu của Kamaishi             | Dữ liệu khí hậu của Kamaishi | Dữ liệu khí hậu của Kamaishi | Dữ liệu khí hậu của Kamaishi | Dữ liệu khí hậu của Kamaishi | Dữ liệu khí hậu của Kamaishi | Dữ liệu khí hậu của Kamaishi | Dữ liệu khí hậu của Kamaishi | Dữ liệu khí hậu của Kamaishi | Dữ liệu khí hậu của Kamaishi | Dữ liệu khí hậu của Kamaishi | Dữ liệu khí hậu của Kamaishi | Dữ liệu khí hậu của Kamaishi | Dữ liệu khí hậu của Kamaishi |
| Tháng                                    | 1                            | 2                            | 3                            | 4                            | 5                            | 6                            | 7                            | 8                            | 9                            | 10                           | 11                           | 12                           | Năm                          |
| ---------------------------------------- | ---------------------------- | ---------------------------- | ---------------------------- | ---------------------------- | ---------------------------- | ---------------------------- | ---------------------------- | ---------------------------- | ---------------------------- | ---------------------------- | ---------------------------- | ---------------------------- | ---------------------------- |
| Cao kỉ lục °C (°F)                       | 15.9 (60.6)                  | 20.4 (68.7)                  | 24.7 (76.5)                  | 31.3 (88.3)                  | 34.7 (94.5)                  | 37.8 (100.0)                 | 38.4 (101.1)                 | 38.8 (101.8)                 | 35.9 (96.6)                  | 31.4 (88.5)                  | 23.8 (74.8)                  | 23.0 (73.4)                  | 38.8 (101.8)                 |
| Trung bình ngày tối đa °C (°F)           | 5.3 (41.5)                   | 5.9 (42.6)                   | 9.3 (48.7)                   | 14.9 (58.8)                  | 19.6 (67.3)                  | 22.1 (71.8)                  | 25.5 (77.9)                  | 27.5 (81.5)                  | 24.4 (75.9)                  | 19.4 (66.9)                  | 14.0 (57.2)                  | 8.1 (46.6)                   | 16.4 (61.5)                  |
| Trung bình ngày °C (°F)                  | 1.3 (34.3)                   | 1.6 (34.9)                   | 4.5 (40.1)                   | 9.6 (49.3)                   | 14.4 (57.9)                  | 17.6 (63.7)                  | 21.4 (70.5)                  | 23.2 (73.8)                  | 19.9 (67.8)                  | 14.3 (57.7)                  | 8.8 (47.8)                   | 3.8 (38.8)                   | 11.7 (53.1)                  |
| Tối thiểu trung bình ngày °C (°F)        | −2.4 (27.7)                  | −2.4 (27.7)                  | 0.0 (32.0)                   | 4.7 (40.5)                   | 9.8 (49.6)                   | 13.9 (57.0)                  | 18.2 (64.8)                  | 19.8 (67.6)                  | 16.2 (61.2)                  | 10.0 (50.0)                  | 4.1 (39.4)                   | −0.1 (31.8)                  | 7.7 (45.9)                   |
| Thấp kỉ lục °C (°F)                      | −11.4 (11.5)                 | −12.9 (8.8)                  | −9.2 (15.4)                  | −4.2 (24.4)                  | 0.3 (32.5)                   | 3.1 (37.6)                   | 8.3 (46.9)                   | 9.9 (49.8)                   | 6.2 (43.2)                   | 0.0 (32.0)                   | −4.9 (23.2)                  | −10.1 (13.8)                 | −12.9 (8.8)                  |
| Lượng Giáng thủy trung bình mm (inches)  | 63.1 (2.48)                  | 52.0 (2.05)                  | 112.3 (4.42)                 | 128.0 (5.04)                 | 153.3 (6.04)                 | 177.6 (6.99)                 | 180.9 (7.12)                 | 205.1 (8.07)                 | 253.9 (10.00)                | 197.4 (7.77)                 | 91.6 (3.61)                  | 71.8 (2.83)                  | 1.693,2 (66.66)              |
| Số ngày giáng thủy trung bình (≥ 1.0 mm) | 5.4                          | 5.9                          | 8.4                          | 9.1                          | 9.7                          | 10.4                         | 12.6                         | 11.4                         | 11.9                         | 9.2                          | 6.9                          | 5.9                          | 106.8                        |
| Số giờ nắng trung bình tháng             | 150.3                        | 150.8                        | 172.2                        | 186.4                        | 188.1                        | 152.3                        | 138.1                        | 156.6                        | 128.4                        | 142.2                        | 142.1                        | 134.2                        | 1.845,7                      |
| Nguồn: Cục Khí tượng Nhật Bản            |                              |                              |                              |                              |                              |                              |                              |                              |                              |                              |                              |                              |                              |

## Dân số
Theo dữ liệu điều tra dân số Nhật Bản, dân số thành phố Kamaishi đạt đỉnh vào khoảng năm 1960. Nhưng sau đó đã giảm dần trong 60 năm qua.